# Pandèmia de COVID-19 a Benín
La propagació de la pandèmia per coronavirus de 2019-2020 a Benin es va detectar el 16 de març del 2020 amb el cas confirmat d'un burkinabès de 49 anys que havia arribat al país el 12 de març.
El 6 d'abril es tingué notícia de la primera víctima mortal de la malaltia, una dona de 43 anys.
En data del 18 d'abril, el país comptabilitzava 35 casos de persones infectades, 18 persones guarides i 1 mort.

## Cronologia

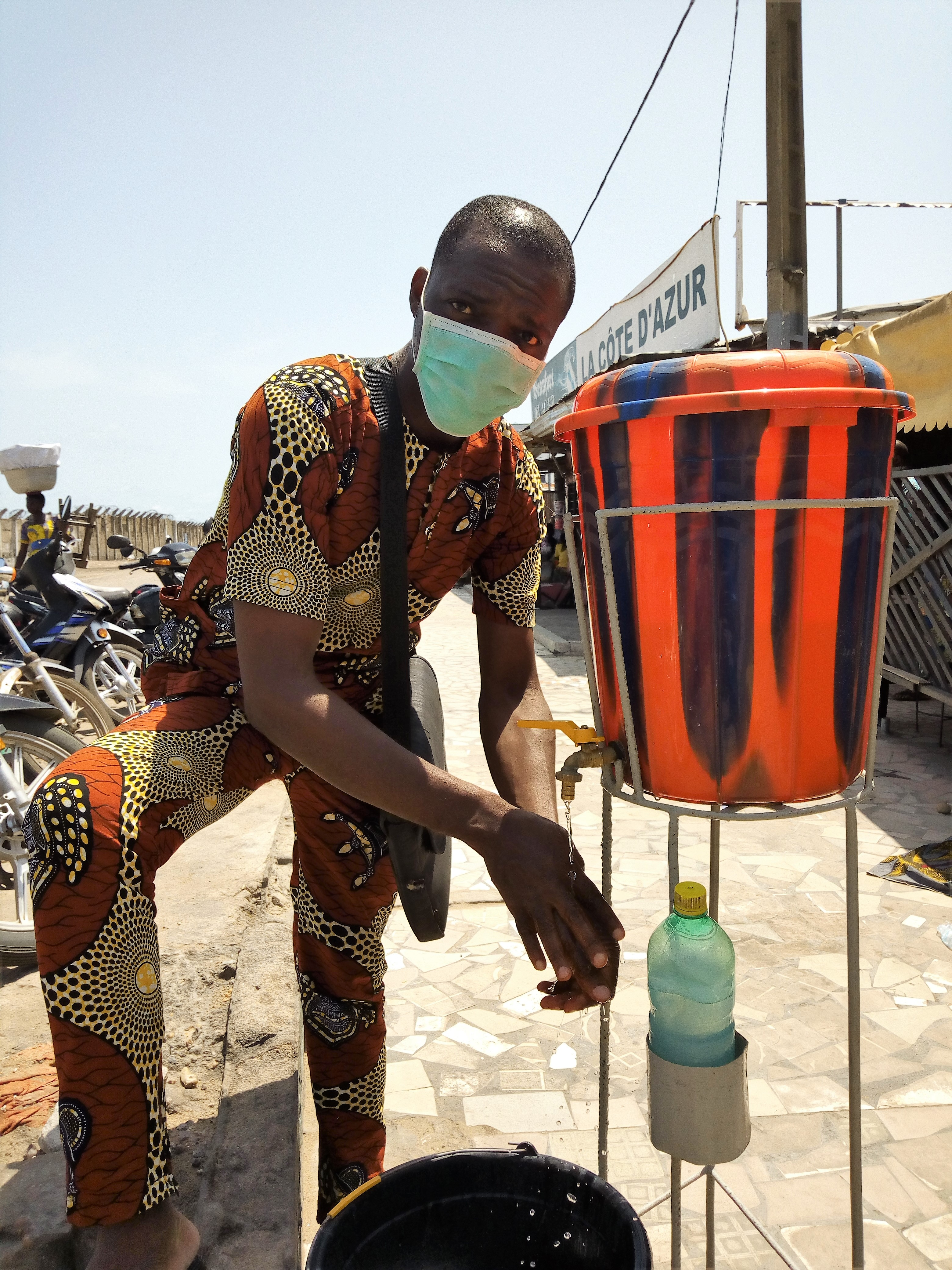
Dispositiu per a llavar-se les mans a fi d'evitar la propagació del COVID19 a Benin; cosa que és ara una exigència a l'entrada de qualsevol lloc fins a la fi de la pandèmia

El 16 de març del 2020, el ministre de Salut, Benjamin Hounkpatin, va anunciar la confirmació del primer cas de coronavirus de Benin. Es tractava d'un ciutadà de Burkina Faso de 49 anys que havia entrat en territori beninès quatre dies abans, després d'haver fet una estada a Bèlgica i al seu país.
L'endemà, es confirmà el segon cas d'infecció de Covid-19, una dona jove de 21 anys de nacionalitat alemanya, que havia arribat a Benin l'11 de març de 2020.
El 22 de març, el país va enregistrar tres nous casos confirmats pel laboratori nacional de febre hemorràgica del país.
Tots tres eren ciutadans ivorians, residents a Benin. El primer era un home de 41 anys que havia estat a Costa d'Ivori fins al 8 de març. El segon era un home més gran, de 56 anys i el tercer un alumne de 18 anys.
L'endemà, un ciutadà beninès morí a Togo després de trets de les forces de seguretat togoleses mentre intentava travessar la frontera que el govern togolès havia tancat.
El 26 del mateix mes, fou anunciat el guariment del primer convalescent.
Benin va enregistrar la primera mort deguda al Covid-19, el 6 d'abril del 2020. Es tractava d'una dona de 43 anys drepanocitària, admesa una setmana abans en una clínica privada.

## Dades estadístiques
Evolució del nombre de persones infectades amb COVID-19 a Benin
Evolució del nombre de persones guarides del COVID-19 a Benin
Evolució del nombre de morts del COVID-19 a Benin
Síntesi de tots els casos a Benin